# NGC 1621
NGC 1621 = NGC 1626 è una galassia ellittica situata nella costellazione dell'Eridano, a una distanza di circa 213 milioni di anni luce dalla nostra Via Lattea.

## Scoperta
La galassia è stata scoperta il 22 dicembre 1886 dall'astronomo statunitense Lewis Swift e inserita nel New General Catalogue con il codice NGC 1621. Nello stesso anno la galassia venne osservata anche da Francis Leavenworth e la sua descrizione venne inserita nel New General Catalogue con il codice NGC 1626.